# Frans Ferdinand van Oostenrijk-Este
Frans Ferdinand (Duits: Franz Ferdinand) (Graz, 18 december 1863 – Sarajevo, 28 juni 1914), aartshertog van Oostenrijk-Este, was de troonopvolger van Oostenrijk-Hongarije. Hij was zoon van aartshertog Karel Lodewijk van Oostenrijk en Maria Annunciata van Bourbon-Sicilië. Hij was een neef van keizer Frans Jozef I en werd na de zelfmoord van kroonprins Rudolf troonopvolger van Oostenrijk-Hongarije. 

## Biografie

### Jeugd
Zijn moeder overleed toen hij 8 jaar oud was. Twee jaar later hertrouwde zijn vader met Maria Theresia van Bragança. De verhouding met zijn stiefmoeder was goed, en zij steunde hem in de perikelen rond zijn huwelijk.
Frans Ferdinand had geen belangstelling voor cultuur, maar wel voor het leger. Hij werd generaal-majoor bij de cavalerie. Daarnaast had hij grote belangstelling voor de jacht, die leidde tot een haast ziekelijke neiging om zo veel mogelijk dieren af te schieten.

### Troonopvolger
Na het overlijden van kroonprins Rudolf in 1889 werd de vader van Frans Ferdinand de vermoedelijke troonopvolger. Na diens overlijden in 1896 benoemde keizer Frans Jozef Frans Ferdinand met tegenzin tot troonopvolger; hij had geen vertrouwen in hem. Hun ideeën over het keizerrijk verschilden ook behoorlijk. Frans Ferdinand was het niet eens met de speciale status die Hongarije in de dubbelmonarchie had, maar streefde eerder naar een gedecentraliseerde staat met autonomie voor de diverse bevolkingsgroepen. In verband daarmee was hij een voorstander van een politiek van vrede en stabiliteit, waardoor hij in conflict kwam met de oorlogsgezinde partijen aan het hof.

### Huwelijk en kinderen
Frans Ferdinand trouwde op 1 juli 1900 morganatisch met gravin Sophie Chotek, een dochter van diplomaat Boguslaw Chotek von Chotkow. De keizerlijke familie stond het huwelijk pas toe nadat men was overeengekomen dat Sophie geen koninklijke status zou krijgen en eventuele kinderen geen aanspraak zouden maken op de troon. Frans Jozef was niet bij het huwelijk aanwezig.
Frans Ferdinand en Sophie kregen drie kinderen:
- Sophie (24 juli 1901 - 27 oktober 1990)
- Maximiliaan (29 september 1902 - 8 januari 1962)
- Ernst (17 mei 1904 - 5 maart 1954)

### Moord
Op 28 juni 1914 werd hij in Sarajevo, hoofdstad van Bosnië en Herzegovina, destijds een geannexeerd kroonland van Oostenrijk-Hongarije, tijdens een rondrit doodgeschoten door Gavrilo Princip. De aanslag was waarschijnlijk beraamd door De Zwarte Hand, een geheime nationalistische Servische groepering. 28 juni is als gedenkdag van de Slag op het Merelveld een speciale dag voor de Zuid-Slaven. Naar aanleiding van deze moord verklaarde Oostenrijk-Hongarije op 28 juli, precies een maand na de moordaanslag, de oorlog aan Servië, hetgeen leidde tot de Eerste Wereldoorlog, al lagen de oorzaken daarvan dieper.

## Kwartierstaat
| Frans II van Oostenrijk (1768-1835) | Frans II van Oostenrijk (1768-1835) | Frans II van Oostenrijk (1768-1835) | Frans II van Oostenrijk (1768-1835) | Frans II van Oostenrijk (1768-1835)    | Frans II van Oostenrijk (1768-1835)    | Maria Theresia van Bourbon-Sicilië (1772-1807) | Maria Theresia van Bourbon-Sicilië (1772-1807) | Maria Theresia van Bourbon-Sicilië (1772-1807) | Maria Theresia van Bourbon-Sicilië (1772-1807) | Maria Theresia van Bourbon-Sicilië (1772-1807) | Maria Theresia van Bourbon-Sicilië (1772-1807) |                                                 |                                                 | Maximiliaan I Jozef van Beieren (1756-1825)     | Maximiliaan I Jozef van Beieren (1756-1825)     | Maximiliaan I Jozef van Beieren (1756-1825)     | Maximiliaan I Jozef van Beieren (1756-1825)     | Maximiliaan I Jozef van Beieren (1756-1825) | Maximiliaan I Jozef van Beieren (1756-1825) | Caroline van Baden (1776-1841)        | Caroline van Baden (1776-1841)        | Caroline van Baden (1776-1841)        | Caroline van Baden (1776-1841)        | Caroline van Baden (1776-1841)        | Caroline van Baden (1776-1841)        |  |  | Frans I der Beide Siciliën (1777-1830)     | Frans I der Beide Siciliën (1777-1830)     | Frans I der Beide Siciliën (1777-1830)     | Frans I der Beide Siciliën (1777-1830)     | Frans I der Beide Siciliën (1777-1830)      | Frans I der Beide Siciliën (1777-1830)      | Maria Isabella van Bourbon (1789-1848)      | Maria Isabella van Bourbon (1789-1848)      | Maria Isabella van Bourbon (1789-1848)       | Maria Isabella van Bourbon (1789-1848)       | Maria Isabella van Bourbon (1789-1848)           | Maria Isabella van Bourbon (1789-1848)           |                                                  |                                                  | Karel van Oostenrijk-Teschen (1771-1847)         | Karel van Oostenrijk-Teschen (1771-1847)         | Karel van Oostenrijk-Teschen (1771-1847) | Karel van Oostenrijk-Teschen (1771-1847) | Karel van Oostenrijk-Teschen (1771-1847) | Karel van Oostenrijk-Teschen (1771-1847) | Henriëtte van Nassau-Weilburg (1797-1829) | Henriëtte van Nassau-Weilburg (1797-1829) | Henriëtte van Nassau-Weilburg (1797-1829) | Henriëtte van Nassau-Weilburg (1797-1829) | Henriëtte van Nassau-Weilburg (1797-1829) | Henriëtte van Nassau-Weilburg (1797-1829) |  |  |  |  |  |  |  |  |  |  |  |  |  |  |  |  |  |  |  |  |  |  |  |  |  |  |  |  |  |  |  |  |  |  |  |  |  |  |  |  |  |  |  |  |  |  |  |  |
| Frans II van Oostenrijk (1768-1835) | Frans II van Oostenrijk (1768-1835) | Frans II van Oostenrijk (1768-1835) | Frans II van Oostenrijk (1768-1835) | Frans II van Oostenrijk (1768-1835)    | Frans II van Oostenrijk (1768-1835)    | Maria Theresia van Bourbon-Sicilië (1772-1807) | Maria Theresia van Bourbon-Sicilië (1772-1807) | Maria Theresia van Bourbon-Sicilië (1772-1807) | Maria Theresia van Bourbon-Sicilië (1772-1807) | Maria Theresia van Bourbon-Sicilië (1772-1807) | Maria Theresia van Bourbon-Sicilië (1772-1807) |                                                 |                                                 | Maximiliaan I Jozef van Beieren (1756-1825)     | Maximiliaan I Jozef van Beieren (1756-1825)     | Maximiliaan I Jozef van Beieren (1756-1825)     | Maximiliaan I Jozef van Beieren (1756-1825)     | Maximiliaan I Jozef van Beieren (1756-1825) | Maximiliaan I Jozef van Beieren (1756-1825) | Caroline van Baden (1776-1841)        | Caroline van Baden (1776-1841)        | Caroline van Baden (1776-1841)        | Caroline van Baden (1776-1841)        | Caroline van Baden (1776-1841)        | Caroline van Baden (1776-1841)        |  |  | Frans I der Beide Siciliën (1777-1830)     | Frans I der Beide Siciliën (1777-1830)     | Frans I der Beide Siciliën (1777-1830)     | Frans I der Beide Siciliën (1777-1830)     | Frans I der Beide Siciliën (1777-1830)      | Frans I der Beide Siciliën (1777-1830)      | Maria Isabella van Bourbon (1789-1848)      | Maria Isabella van Bourbon (1789-1848)      | Maria Isabella van Bourbon (1789-1848)       | Maria Isabella van Bourbon (1789-1848)       | Maria Isabella van Bourbon (1789-1848)           | Maria Isabella van Bourbon (1789-1848)           |                                                  |                                                  | Karel van Oostenrijk-Teschen (1771-1847)         | Karel van Oostenrijk-Teschen (1771-1847)         | Karel van Oostenrijk-Teschen (1771-1847) | Karel van Oostenrijk-Teschen (1771-1847) | Karel van Oostenrijk-Teschen (1771-1847) | Karel van Oostenrijk-Teschen (1771-1847) | Henriëtte van Nassau-Weilburg (1797-1829) | Henriëtte van Nassau-Weilburg (1797-1829) | Henriëtte van Nassau-Weilburg (1797-1829) | Henriëtte van Nassau-Weilburg (1797-1829) | Henriëtte van Nassau-Weilburg (1797-1829) | Henriëtte van Nassau-Weilburg (1797-1829) |  |  |  |  |  |  |  |  |  |  |  |  |  |  |  |  |  |  |  |  |  |  |  |  |  |  |  |  |  |  |  |  |  |  |  |  |  |  |  |  |  |  |  |  |  |  |  |  |
|                                     |                                     |                                     |                                     |                                        |                                        |                                                |                                                |                                                |                                                |                                                |                                                |                                                 |                                                 |                                                 |                                                 |                                                 |                                                 |                                             |                                             |                                       |                                       |                                       |                                       |                                       |                                       |  |  |                                            |                                            |                                            |                                            |                                             |                                             |                                             |                                             |                                              |                                              |                                                  |                                                  |                                                  |                                                  |                                                  |                                                  |                                          |                                          |                                          |                                          |                                           |                                           |                                           |                                           |                                           |                                           |  |  |  |  |  |  |  |  |  |  |  |  |  |  |  |  |  |  |  |  |  |  |  |  |  |  |  |  |  |  |  |  |  |  |  |  |  |  |  |  |  |  |  |  |  |  |  |  |
|                                     |                                     |                                     |                                     | Frans Karel van Oostenrijk (1802-1878) | Frans Karel van Oostenrijk (1802-1878) | Frans Karel van Oostenrijk (1802-1878)         | Frans Karel van Oostenrijk (1802-1878)         | Frans Karel van Oostenrijk (1802-1878)         | Frans Karel van Oostenrijk (1802-1878)         |                                                |                                                |                                                 |                                                 |                                                 |                                                 | Sophie van Beieren (1805-1872)                  | Sophie van Beieren (1805-1872)                  | Sophie van Beieren (1805-1872)              | Sophie van Beieren (1805-1872)              | Sophie van Beieren (1805-1872)        | Sophie van Beieren (1805-1872)        |                                       |                                       |                                       |                                       |  |  |                                            |                                            |                                            |                                            | Ferdinand II der Beide Siciliën (1810-1859) | Ferdinand II der Beide Siciliën (1810-1859) | Ferdinand II der Beide Siciliën (1810-1859) | Ferdinand II der Beide Siciliën (1810-1859) | Ferdinand II der Beide Siciliën (1810-1859)  | Ferdinand II der Beide Siciliën (1810-1859)  |                                                  |                                                  |                                                  |                                                  |                                                  |                                                  | Theresia van Oostenrijk (1816-1867)      | Theresia van Oostenrijk (1816-1867)      | Theresia van Oostenrijk (1816-1867)      | Theresia van Oostenrijk (1816-1867)      | Theresia van Oostenrijk (1816-1867)       | Theresia van Oostenrijk (1816-1867)       |                                           |                                           |                                           |                                           |  |  |  |  |  |  |  |  |  |  |  |  |  |  |  |  |  |  |  |  |  |  |  |  |  |  |  |  |  |  |  |  |  |  |  |  |  |  |  |  |  |  |  |  |  |  |  |  |
|                                     |                                     |                                     |                                     | Frans Karel van Oostenrijk (1802-1878) | Frans Karel van Oostenrijk (1802-1878) | Frans Karel van Oostenrijk (1802-1878)         | Frans Karel van Oostenrijk (1802-1878)         | Frans Karel van Oostenrijk (1802-1878)         | Frans Karel van Oostenrijk (1802-1878)         |                                                |                                                |                                                 |                                                 |                                                 |                                                 | Sophie van Beieren (1805-1872)                  | Sophie van Beieren (1805-1872)                  | Sophie van Beieren (1805-1872)              | Sophie van Beieren (1805-1872)              | Sophie van Beieren (1805-1872)        | Sophie van Beieren (1805-1872)        |                                       |                                       |                                       |                                       |  |  |                                            |                                            |                                            |                                            | Ferdinand II der Beide Siciliën (1810-1859) | Ferdinand II der Beide Siciliën (1810-1859) | Ferdinand II der Beide Siciliën (1810-1859) | Ferdinand II der Beide Siciliën (1810-1859) | Ferdinand II der Beide Siciliën (1810-1859)  | Ferdinand II der Beide Siciliën (1810-1859)  |                                                  |                                                  |                                                  |                                                  |                                                  |                                                  | Theresia van Oostenrijk (1816-1867)      | Theresia van Oostenrijk (1816-1867)      | Theresia van Oostenrijk (1816-1867)      | Theresia van Oostenrijk (1816-1867)      | Theresia van Oostenrijk (1816-1867)       | Theresia van Oostenrijk (1816-1867)       |                                           |                                           |                                           |                                           |  |  |  |  |  |  |  |  |  |  |  |  |  |  |  |  |  |  |  |  |  |  |  |  |  |  |  |  |  |  |  |  |  |  |  |  |  |  |  |  |  |  |  |  |  |  |  |  |
|                                     |                                     |                                     |                                     |                                        |                                        |                                                |                                                |                                                |                                                | Karel Lodewijk van Oostenrijk (1833-1896)      | Karel Lodewijk van Oostenrijk (1833-1896)      | Karel Lodewijk van Oostenrijk (1833-1896)       | Karel Lodewijk van Oostenrijk (1833-1896)       | Karel Lodewijk van Oostenrijk (1833-1896)       | Karel Lodewijk van Oostenrijk (1833-1896)       |                                                 |                                                 |                                             |                                             |                                       |                                       |                                       |                                       |                                       |                                       |  |  |                                            |                                            |                                            |                                            |                                             |                                             |                                             |                                             |                                              |                                              | Maria Annunciata van Bourbon-Sicilië (1843-1871) | Maria Annunciata van Bourbon-Sicilië (1843-1871) | Maria Annunciata van Bourbon-Sicilië (1843-1871) | Maria Annunciata van Bourbon-Sicilië (1843-1871) | Maria Annunciata van Bourbon-Sicilië (1843-1871) | Maria Annunciata van Bourbon-Sicilië (1843-1871) |                                          |                                          |                                          |                                          |                                           |                                           |                                           |                                           |                                           |                                           |  |  |  |  |  |  |  |  |  |  |  |  |  |  |  |  |  |  |  |  |  |  |  |  |  |  |  |  |  |  |  |  |  |  |  |  |  |  |  |  |  |  |  |  |  |  |  |  |
|                                     |                                     |                                     |                                     |                                        |                                        |                                                |                                                |                                                |                                                | Karel Lodewijk van Oostenrijk (1833-1896)      | Karel Lodewijk van Oostenrijk (1833-1896)      | Karel Lodewijk van Oostenrijk (1833-1896)       | Karel Lodewijk van Oostenrijk (1833-1896)       | Karel Lodewijk van Oostenrijk (1833-1896)       | Karel Lodewijk van Oostenrijk (1833-1896)       |                                                 |                                                 |                                             |                                             |                                       |                                       |                                       |                                       |                                       |                                       |  |  |                                            |                                            |                                            |                                            |                                             |                                             |                                             |                                             |                                              |                                              | Maria Annunciata van Bourbon-Sicilië (1843-1871) | Maria Annunciata van Bourbon-Sicilië (1843-1871) | Maria Annunciata van Bourbon-Sicilië (1843-1871) | Maria Annunciata van Bourbon-Sicilië (1843-1871) | Maria Annunciata van Bourbon-Sicilië (1843-1871) | Maria Annunciata van Bourbon-Sicilië (1843-1871) |                                          |                                          |                                          |                                          |                                           |                                           |                                           |                                           |                                           |                                           |  |  |  |  |  |  |  |  |  |  |  |  |  |  |  |  |  |  |  |  |  |  |  |  |  |  |  |  |  |  |  |  |  |  |  |  |  |  |  |  |  |  |  |  |  |  |  |  |
|                                     |                                     |                                     |                                     |                                        |                                        |                                                |                                                |                                                |                                                |                                                |                                                |                                                 |                                                 |                                                 |                                                 |                                                 |                                                 |                                             |                                             |                                       |                                       |                                       |                                       |                                       |                                       |  |  |                                            |                                            |                                            |                                            |                                             |                                             |                                             |                                             |                                              |                                              |                                                  |                                                  |                                                  |                                                  |                                                  |                                                  |                                          |                                          |                                          |                                          |                                           |                                           |                                           |                                           |                                           |                                           |  |  |  |  |  |  |  |  |  |  |  |  |  |  |  |  |  |  |  |  |  |  |  |  |  |  |  |  |  |  |  |  |  |  |  |  |  |  |  |  |  |  |  |  |  |  |  |  |
|                                     |                                     |                                     |                                     |                                        |                                        |                                                |                                                |                                                |                                                |                                                |                                                |                                                 |                                                 |                                                 |                                                 |                                                 |                                                 |                                             |                                             |                                       |                                       |                                       |                                       |                                       |                                       |  |  |                                            |                                            |                                            |                                            |                                             |                                             |                                             |                                             |                                              |                                              |                                                  |                                                  |                                                  |                                                  |                                                  |                                                  |                                          |                                          |                                          |                                          |                                           |                                           |                                           |                                           |                                           |                                           |  |  |  |  |  |  |  |  |  |  |  |  |  |  |  |  |  |  |  |  |  |  |  |  |  |  |  |  |  |  |  |  |  |  |  |  |  |  |  |  |  |  |  |  |  |  |  |  |
|                                     |                                     |                                     |                                     |                                        |                                        |                                                |                                                |                                                |                                                |                                                |                                                | Frans Ferdinand van Oostenrijk-Este (1863-1914) | Frans Ferdinand van Oostenrijk-Este (1863-1914) | Frans Ferdinand van Oostenrijk-Este (1863-1914) | Frans Ferdinand van Oostenrijk-Este (1863-1914) | Frans Ferdinand van Oostenrijk-Este (1863-1914) | Frans Ferdinand van Oostenrijk-Este (1863-1914) |                                             |                                             | Otto Frans van Oostenrijk (1865-1906) | Otto Frans van Oostenrijk (1865-1906) | Otto Frans van Oostenrijk (1865-1906) | Otto Frans van Oostenrijk (1865-1906) | Otto Frans van Oostenrijk (1865-1906) | Otto Frans van Oostenrijk (1865-1906) |  |  | Ferdinand Karel van Oostenrijk (1868-1915) | Ferdinand Karel van Oostenrijk (1868-1915) | Ferdinand Karel van Oostenrijk (1868-1915) | Ferdinand Karel van Oostenrijk (1868-1915) | Ferdinand Karel van Oostenrijk (1868-1915)  | Ferdinand Karel van Oostenrijk (1868-1915)  |                                             |                                             | Margaretha Sophie van Oostenrijk (1870-1902) | Margaretha Sophie van Oostenrijk (1870-1902) | Margaretha Sophie van Oostenrijk (1870-1902)     | Margaretha Sophie van Oostenrijk (1870-1902)     | Margaretha Sophie van Oostenrijk (1870-1902)     | Margaretha Sophie van Oostenrijk (1870-1902)     |                                                  |                                                  |                                          |                                          |                                          |                                          |                                           |                                           |                                           |                                           |                                           |                                           |  |  |  |  |  |  |  |  |  |  |  |  |  |  |  |  |  |  |  |  |  |  |  |  |  |  |  |  |  |  |  |  |  |  |  |  |  |  |  |  |  |  |  |  |  |  |  |  |